# سیارک ۱۳۳۲۷
سیارک ۱۳۳۲۷ (به انگلیسی: 13327 Reitsema، نامگذاری:1998SC24) سیزده هزار و سیصد و بیست و هفتمین سیارک کشف شده‌است که در ۱۷ سپتامبر ۱۹۹۸ کشف شد.
قدر مطلق سیارک برابر ۲۱.۴ است.